# Hare-kvóta
A Hare-kvóta (más néven egyszerű kvóta) egy az egyetlen átruházható szavazati rendszer (STV) rendszerben és a pártlistás arányos képviseletben legnagyobb maradék alapú módszer. Ezekben a szavazási rendszerekben a kvóta az a minimális szavazatszám, amelyre egy pártnak vagy jelöltnek szüksége van egy mandátum megszerzéséhez, a Hare-kvóta pedig az összes szavazat és a mandátumok számának hányadosa.
A Hare-kvóta a legegyszerűbb, az STV-rendszerben lebonyolított választásokon felhasználható kvóta. Az STV-választáson azt a jelöltet választják meg, aki eléri a kvótát, míg a jelölt által a kvótán felül kapott szavazatokat a többi jelölt szavazataihoz adják át az adott jelöltre szavazók következő preferenciái szerint (egyfajta győzteskompenzáció).
A Hare-kvótát Thomas Hare, az STV egyik legkorábbi támogatója dolgozta ki. 1868-ban Henry Richmond Droop (1831–1884) feltalálta a Droop-kvótát a Hare-kvóta alternatívájaként, és a Droop-ot ma már széles körben használják, annak egyes tulajdonságai miatt Hare-kvótát ma már ritkán használják.
Brazília legnagyobb maradék rendszerében a Hare-kvótát használják az egyes pártok vagy koalíciók számára kiosztott mandátumok minimális számának meghatározására. A fennmaradó helyek a D'Hondt módszer szerint kerülnek kiosztásra.  Ezt az eljárást a Szövetségi Képviselőház, az Állami Közgyűlések, az önkormányzati és a szövetségi kerületi kamarák esetében alkalmazzák.
Néhány hasonló módszerhez képest a Hare-kvóta a legnagyobb maradék módszerrel való alkalmazása inkább a kisebb pártokat részesíti előnyben a nagyobbak rovására. Így Hongkongban a Hare-kvóta alkalmazása arra késztette a politikai pártokat, hogy külön jeggyel állítsák jelöltjüket, mivel ebben a rendszerben ez növelheti a megszerzett mandátumok számát.  Hongkongban a Hare-kvótás arányos rendszer gyakorlatilag egy többgyőzteses egyetlen nem-átruházható szavazatos rendszerré (SNTV) vált a területen. Ez a képlet a kis-közepes méretű politikai szövetségeket és pártokat is jutalmazza, és elriasztja a szélesebb szakszervezeteket, amelyek a politikai pártok és választási szövetségek széttöredezéséhez, nem pedig bővítéséhez vezettek. 

## Képlet
A Hare-kvóta a következőképpen adható meg:
összes szavazat / összes mandátum
- Összes szavazat = az összes érvényes szavazat száma; vagyis a választáson leadott nem érvénytelen szavazatok száma
- Összes mandátum = a választáson betöltendő képviselői helyek száma

## Példa az STV-ben való használatra
Képzeljünk el egy olyan választást, amelyben 2 betöltendő mandátum és 3 jelölt van: Andrea,  Barnabás és Cecília. Száz választópolgár szavazott, mindegyik egy szavazatot adott le, de néhányan tartalékpreferenciát is megadtak (lásd: preferenciális szavazólap) is rendelkeztek. Az urnában 102 szavazólap van, amelyek a következő preferenciákat mutatják (ketten érvénytelenül szavaztak):
| 60 szavazó           | 14 szavazó           | 26 szavazó            |
| 1. Andrea 2. Cecília | 1. Cecília 2. Andrea | 1. Barnabás 2. Andrea |

Mivel 100 érvényes szavazat és és 2 mandátum van, a Hare-kvóta:
{\displaystyle {\frac {100}{2}}=50}
A számolás megkezdéséhez az egyes jelöltekre adott szavazatokat (első preferenciákat) össze kell számolni, és ezek a következők:
- Andrea: 60
- Barnabás: 26
- Cecília: 14

Andreának több mint 50 szavazata van. Ezért elérte a kvótát, és megválasztották (mandátumot szerzett). 10 szavazattal többet szerzett, mint a kvóta, így ezeket a szavazatokat Cecíliának adják a rá szavazók preferenciái szerint. A szavazatszámok így a következők:
- Cecília: 24
- Barnabás: 26

A következő lépés a legalacsonyabb szavazatszámú jelölt, jelen esetben Cecília kiejtése lenne. Bár Barnabás nem érte el a kvótát, megválasztottnak nyilvánítják, mivel már csak két jelölt maradt, és több szavazata van, mint Cecíliának.
A nyertesek tehát Andrea és Barnabás.

## Összehasonlítás a Droop-kvótával
A Droop-kvóta kisebb, mint a Hare-kvóta, és hatékonyabbnak tekinthető a szavazatok számlálásánál – mivel egy jelöltnek csak a kisebb kvótára van szüksége a megválasztáshoz, a győzteseket gyakran kevesebb számlálási körrel határozzák meg. Összességében a két kvóta többnyire hasonló eredményeket ad. Az eredmények azonban gyakran eltérnek, különösen az utolsó mandátum kiosztása tekintetében, amelyet a szavazatok átcsoportosítása után határoznak meg. A fenti példában a Droop-kvótát használva (34) Andrea szavazatai közül több kerülne át Cecíliához (60-34=26), és Cecília körülbelül 40 szavazattal (14+26) nyerné meg a második helyet Barnabás 26 szavazata ellenében.
- Egy többnyerteses választáson a Hare-kvóta kedvezőbb a kis pártoknak, mint a Droop-kvóta, mert valamivel nagyobb esélyük van az utolsó mandátum megszerzésére, ugyanis kevesebb a győzteskompenzáció (a győztesekre leadott többletszavazatok egy része elveszik).
- Bizonyos típusú nyílt listás, többnyerteses választáson a Hare-kvóta keretében előfordulhat, hogy a szavazók egyértelmű többsége által támogatott párt csak kisebb mandátumot szerezhet, ha a szavazatok nem oszlanak meg viszonylag egyenletesen a párt összes jelöltje között. Így a többségi uralom elve a Droop-kvótát részesíti előnyben.
- Az azonnali többfordulós szavazáson, azaz egy olyan preferenciális szavazást alkalmazó választásokon, ahol csak egy mandátumot kell betölteni, a Hare- és Droop-kvóták egyenértékűek, mivel nincs szükség többletszavazat átadása (a győztes viszi az egyetlen mandátumot, se vesztesek, se győztesek kompenzációja nincs). Mindkét esetben, ha csak két jelölt marad, a több szavazattal (relatív többséggel) rendelkező jelöltet választják meg, ez azonban ekkor már szükségszerűen abszolút többséget (több, mint 50%-ot) is jelent.

A Droop-kvóta ma az STV-választások leggyakrabban használt kvóta.

## Kritikák
A Hare-kvótát gyakran kritizálják, amiért a kisebb pártokat részesíti előnyben a nagyobbak rovására. 
A Hare-kvóta bizonyos körülmények között olyan helyzethez is vezethet, amelyben a választás eredménye a szavazatok összeszámlálásának sorrendjétől függ. Ha egy jelölt teljesíti a kvótát, nem egyértelmű, hogy az átruházható szavazatai közül melyiket kell kiosztani, és melyiket kell "elhasználni" a jelölt megválasztásában. Ez a probléma kiküszöbölhető a töredékszavazatok teljes (arányos) elosztásával, nem pedig a teljes szavazatok részleges elosztásával, mint a Gregory-rendszerben, amelyet az ír szenátusi választásokon használnak.

## Fordítás
Ez a szócikk részben vagy egészben  a   Hare quota című angol Wikipédia-szócikk ezen változatának fordításán alapul.  Az eredeti cikk szerkesztőit annak laptörténete sorolja fel. Ez a jelzés csupán a megfogalmazás eredetét és a szerzői jogokat jelzi, nem szolgál a cikkben szereplő információk forrásmegjelöléseként.